# 青空に一番近い場所
『青空に近い場所』（あおぞらにいちばんちかいばしょ）は、1994年に公開されたオフィスサードステージ製作の映画作品。ノルマに追われる気弱なサラリーマンが「青空に一番近い場所＝ビルの屋上」で体験した、不思議な体験を描く。

## あらすじ
サラリーマンの北川（吉岡秀隆）はノルマを埋めるために自分で会社の商品を買い続け、借金が900万円に。サラ金の取り立てに追われ、会社ではハッパをかけられる日々。ある日、やくざみたいな取り立て屋に追われ、逃げ込んだ会社の屋上で、彼は不思議なおばあちゃん（真屋順子）とOLの花菜子（長谷川真弓）に出会う。屋上で花菜子たちとだるまさんがころんだなどに興じている間だけ彼は現実から逃避することができたが、さらに北川はその屋上で、ノルマに追われて自殺したはずの元同僚・山口（三浦友和）をはじめ、天国へ行けず屋上に留まる人々にも出会う。
やがて最初はどこにでもある殺風景だった屋上は原っぱへと変貌。だが、いったん屋上から降りてくると相変わらずサラ金に追われ、さらに山口の自殺や会社の強引な商売をめぐって警察が動き出したりのトラブルが急速に展開。そして遂に北川が現実を直視しようとした時、屋上一面が奇麗なひまわり畑へと大変貌を遂げていた…。

## キャスト
- 北川俊太郎：吉岡秀隆
- 日向花菜子：長谷川真弓
- おばあちゃん：真屋順子
- 会社社長：麿赤兒
- 課長：石井愃一
- 校長先生：入江正徳
- 初老のサラリーマン：高見映
- やくざ風の男：大杉漣
- やくざ風の男：松重豊
- サラ金のおやじ：斎藤晴彦
- 真面目そうな女子生徒：岩崎ひろみ
- 若い教師：利重剛
- 社長秘書：河合美智子
- 山口：三浦友和
- 屋上の客：筑紫哲也
- 村木：小西崇之

## スタッフ
- 監督・脚本：鴻上尚史
- 製作：細川展裕
- プロデューサー：茂木節美、上原英和
- 音楽：板倉文
- 音楽プロデューサー：金澤豊彦
- 撮影：長谷川元吉
- 美術：佐々木修
- 編集：阿部浩英
- 助監督：浜本正機

## エピソード
- 興行的には失敗したものの、監督が「自主制作映画を一度どうしても撮りたい」と、親の退職金500万円を借りてまで製作した意欲作。
- 映画の金をサラ金に借りにきて、断られる役で監督自身も出演。
- 一部を除き、全編スーパー16ミリで撮影したものを35ミリにブロウアップして製作されている。
- ひまわり畑のシーンのみ、ひまわり畑で有名な北海道北竜町でロケされている。このシーンのみ35ミリで撮影。

## デニス・ほっぽり事件
- 1994年のゆうばり国際ファンタスティック映画祭のコンペ部門に出品された際、鴻上はデニス・ホッパーから映画を世界に送り出したいと声をかけられた。後にデニスへビデオを送るが、まったく連絡がなく、再度問い合わせると、「こちらで再度リテイクしたい。ついては1億円ほどかかるので金を用意しろ」という。鴻上は「リテイクできるなら自分でやる。クリエイターに終わりはない」と言い、この話は立ち消えとなった。